# Agustín Cascio
Agustín Cascio (fl. XX secolo) è stato un calciatore argentino, di ruolo attaccante.

## Caratteristiche tecniche
Giocava come centravanti.

## Carriera

### Club
Cascio ebbe una breve esperienza nella prima squadra del River Plate nel 1932; esordì in massima serie argentina nella stagione 1935 con la maglia del Chacarita Juniors. Con il club di Villa Maipú giocò per tre campionati, segnando 26 gol in 51 incontri. Tornò pertanto al River Plate per la Primera División 1937, partecipando alla vittoria del titolo con 4 presenze e 2 gol. Concluso il periodo con il club bianco-rosso passò al Colegiales, in seconda divisione: vi rimase fino al 1942, superando quota 120 presenze e realizzando 56 reti.

## Palmarès

### Club

#### Competizioni nazionali
- Campionato argentino: 2

River Plate: 1932, 1937
- Copa Ibarguren: 1

River Plate: 1937